# América Futebol Clube (Natal)
L'América Futebol Clube, meglio noto come América (RN) o América de Natal o semplicemente come América, è una società calcistica brasiliana con sede nella città di Natal, capitale dello stato del Rio Grande do Norte.

## Storia
La squadra è stata fondata il 14 luglio 1915 ed il nome del club è un riferimento all'America Football Club di Rio de Janeiro.
La prima partita ufficiale giocata nello stato del Rio Grande do Norte è stata América 3-0 ABC, il 22 giugno 1919 valida per il Campionato Potiguar, organizzato all'epoca dalla Liga de Desportos Terrestres. Il primo titolo del club è arrivato nel 1919. Il club vinse la Liga de Desportos Terrestres, dopo aver battuto il Centro Esportivo Natalense e l'ABC, diventando anche il primo campione del Campionato Potiguar.
Tra il 1960 e il 1965, il club non prese parte a competizioni ufficiali. Tuttavia, commissionò la costruzione del nuovo stadio.
Nel 1974 l'América vinse il campionato statale. Tra il 1987 e il 1992 il club ne vinse altri cinque, perdendo solo quello del 1990.
Nel 1996 l'America si classificò secondo nel campionato brasiliano di seconda divisione, garantendosi il diritto di partecipare alla massima serie l'anno successivo. Nel 1998 il club non riuscì ad evitare la retrocessione ma vinse la Copa do Nordeste, battendo il Vitória.
Nel 2005, il club è stato promosso nel Campeonato Brasileiro Série B, dopo aver terminato al secondo posto nel Campeonato Brasileiro Série C. L'América aveva il miglior attaccante del campionato, Paulinho Marília, con 10 gol.
Il 25 novembre 2006, l'América è stato promosso nel Campeonato Brasileiro Série A, dopo un pareggio di 2-2 con i campioni dell'Atlético Mineiro, al Mineirão, con una presenza record di 74.694 spettatori (quella con più spettatori in quella stagione in Brasile), rimontando dopo aver subito due gol. Al termine della partita, l'América è stato applaudito allo stadio dai tifosi dell'Atlético. Il club terminò al quarto posto nel Campeonato Brasileiro Série B.
L'anno successivo, l'America non riuscì a salvarsi, collezionando 17 punti sui 114 possibili. Nel 2010 il club retrocesse in Série C ma risalì prontamente in Série B dopo un solo anno.

## Palmarès

### Competizioni nazionali
- Campeonato Brasileiro Série D: 1

2022
- Copa do Nordeste: 1

1998

### Competizioni statali
- Campionato Potiguar: 39

1919, 1920, 1922, 1924, 1926, 1927, 1930, 1931, 1946, 1948, 1949, 1951, 1952, 1956, 1957, 1967, 1969, 1974, 1975, 1977, 1979, 1980, 1981, 1982, 1987, 1988, 1989, 1991, 1992, 1996, 2002, 2003, 2012, 2014, 2015, 2019, 2023, 2024, 2025
- Copa RN: 1

2006

### Altri piazzamenti
- Campeonato Brasileiro Série B:

Secondo posto: 1996
Promozione: 2006
- Campeonato Brasileiro Série C:

Secondo posto: 2005
- Copa do Nordeste:

Semifinalista: 2003, 2014